# 于丽埃特
《茱麗葉，或喻邪惡的喜樂》（法語：Juliette）是法国作家萨德侯爵撰写的一部长篇小说，于1797-1801年出版，同期出版的还有萨德的中篇小说《瑞斯汀娜，或喻美德的不幸》（Justine）。瑞斯汀娜是茱麗葉的姐妹，她是一个贞洁的女人，但是却遭遇绝望和被虐待的命运；而茱麗葉是一个女色情狂，结果却得到了美满和幸福。
《茱麗葉，或喻邪惡的喜樂》和《瑞斯丁娜，或喻美德的不幸》都是匿名出版的。拿破仑随即下令逮捕这两篇小说的作者萨德，结果萨德没有经过审判就直接入獄，並在獄中渡過了他人生最後的13年。

## 情节概要

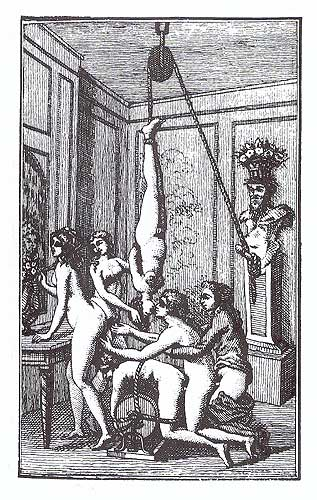
荷兰语板《茱麗葉，或喻邪惡的喜樂》的插图, 大概于公元18茱麗葉在一个女修道院长大，但是13岁时她被一个女人骗走。那个女人对她说，道德、宗教和其他类似的东西都是毫无意义的，生活里最好的目标就是“好好享受，不惜伤害别人”。茱麗葉于是误入歧途，杀死了很多人。

这本小说记述了茱麗葉13岁到30岁之间的事情，茱麗葉这个女流氓参与了各种各样的不道德的活动，并且结识了很多和她类似的人，比如热爱谋杀年轻人的Clairwil，还有Saint Fond，一个和他自己女儿乱伦的50岁的百万富翁，这个人还杀了他的父亲，甚至还要策划一场大饥荒来杀死法国的一半人口。
小说中描写的最详细的场景之一是茱麗葉和教皇庇护六世的会面。女主人公告诉了教皇他的前任教皇所做的一系列不道德的事情。谈话结束后，两个人进行了一次狂欢……

## 影响
Max Horkheimer和Theodor Adorno的一篇论文《Dialectic of Enlightenment》（1947）的名称是《茱麗葉或者启蒙和道德》，这篇论文分析了<茱麗葉，或喻邪惡的喜樂>，并认为她是启蒙哲学的具体化身。他们写道：“她把天主教魔鬼化成‘最新的神话’……，在她到处亵渎神灵的时候，她的手段是有效的启蒙工具……”